# Days of Wine and Roses
Days of Wine and Roses ist ein Song von Henry Mancini von 1962 mit einem Text von Johnny Mercer.
Mancini und Mercer schrieben den Titel für den gleichnamigen Film und erhielten dafür 1963 den Academy Award. Populär wurde der Song 1963 durch die Versionen von Andy Williams, danach von Perry Como und die des Komponisten Henry Mancini selbst.
Die Komposition ist in der Liedform AB'AB" aufgebaut; die Tonalität ist überwiegend in Dur; die Harmoniefolge entspricht weitgehend der des Songs East of the Sun (and West of the Moon). Die Textzeile „days of wine and roses“ stammt aus dem Gedicht Vitae Summa Brevis des englischen Dichters Ernest Dowson (1867–1900):
They are not long, the days of wine and roses:
Out of a misty dream
Our path emerges for a while, then closes
Within a dream.
Mancinis Komposition wurde bald auch durch Jazzmusiker eingespielt, die so zum Easy Listening-Format beitragen konnten, was in der ersten Hälfte der 1960er von den Produzenten favorisiert wurde. Der Song wurde rasch bei Gitarristen populär; so spielten Barney Kessel, Laurindo Almeida, Joe Pass und Wes Montgomery Versionen ein.
Weitere instrumentale Interpretationen des Titels durch Bill Evans, Oscar Peterson, Bill Frisell oder Biréli Lagrène haben dazu beigetragen, dass er ein Jazzstandard wurde. Das Standards Trio von Keith Jarrett nahm ihn 1995 bei seinen Live-Auftritten im Blue Note auf.